# Український правопис 1946 року
Український правопис 1946 року — перше видання нового українського правопису, з ухваленням якого українська мова одержала усталені норми орфографії й пунктуації. Правопис був чинним без змін до 1960 р.
Роботу над відкладеним проєктом 1939 року відновили під час Другої світової війни. 1942 року український республіканський уряд звернувся до Академії наук УРСР, що на той час перебував в евакуації в Уфі, з пропозицією поновити роботу над удосконаленням українського правопису. Президія АН доручила цю роботу академіку Л. А. Булаховському. Проєкт був підготовлений групою наукових співробітників Інституту мови і літератури, що був створений в Уфі на базі Інституту мовознавства, Інституту української літератури імені Т. Г. Шевченка та ін. вивезених у Башкірію українських установ. 2 жовтня 1942 року основні принципи проєкту були схвалені Академією, а проєкт передали на розгляд уряду. З наказу уряду проєкт було розглянуто ще раз комісією під головуванням заступника голови Ради народних комісарів УРСР М. П. Бажана у складі Л. А. Булаховського, П. Г. Тичини, М. Т. Рильського, Ю. І. Яновського, і з деякими змінами рекомендовано до затвердження. В обговоренні проєкту брали участь І. Кочерга, О. Кундзіч.
У воєнній обстановці в селі Помірки під щойно звільненим Харковом 28 серпня 1943 року проєкт був викладений на нараді в присутності голови Ради народних комісарів М. С. Хрущова, голови Президії Верховної Ради УРСР М. С. Гречухи, секретаря ЦК КП(б)У Д. С. Коротченка, в основному схвалений, а затвердження доручено наркому освіти УРСР П. Г. Тичині. Правопис був схвалений 8 травня 1945 року постановою Ради народних комісарів УРСР. 15 листопада 1946 року Рада міністрів УРСР постановила запровадити новий правопис з 1 грудня 1946 року на всій території України.

## Історія
З незначними змінами, внесеними редакціями 1960, 1990 та 1993 рр., правопис цей був чинний до 2019 року. До нового правопису випустили правописний додаток, а згодом передбачений проєктом орфографічний словник у двох варіантах — для шкільного вжитку та розширений (40 тис. слів) для загального користування.

## Основні принципи
У передмові до правопису викладено провідні настанови, якими керувалися укладачі: 
1. Подбати в першу чергу про врегулювання чинного правопису, без поважних підстав не відходячи від того, що вже усталилось, отже, в основному не примушуючи культурну масу країни переучуватись.
2. Зберегти народні засади правопису — його близькість до вимови широких мас.
3. Орієнтуватись в усьому важливому, що становить специфіку мови, саме на цю специфіку (фонетика, морфологія), як вона відбивалась і відбивається в мові найкращих письменників.
4. У тих моментах, які за їх природою є спільні з іншими мовами (розділові знаки, правопис великих і малих літер, написання разом і окремо), забезпечити єдність з правописами братніх народів Радянського Союзу, особливо — російського, орієнтуючись на останній проєкт Державної комісії.
5. Уникати в міру можливості варіантів написань.
6. Якомога скоротити кількість винятків із правил.
7. При формулюванні правил — орієнтуватись на рівень розуміння людей з повною середньою освітою.
8. Історичні коментарі до правил, що подаються в примітках, викласти без порушення наукової правильності на догоду популярності викладу, але разом із тим без зайвих подробиць і вузько спеціальних моментів.

## Особливості правопису
У правописі було встановлено такі чинні тривалий час норми:
- написання кінцевого -і в родовому відмінку іменників імені, племені;
- написання пів разом з іменниками;
- упорядковано складні прикметники з компонентами два, три, чотири (двоногий, двохсотий, двотижневик, двохосьовий);
- збільшена кількість прикладів чергування у-в, і-й;
- встановлено правила написання великої букви.

## Текст
- Український правопис / За ред. І. Кириченка. — К.: Українське державне видавництво, 1945. — 180 с., зокрема в Internet Archive, в електронній бібліотеці «Україніка» [Архівовано 26 січня 2020 у Wayback Machine.], в електронній бібліотеці «Культура України» [Архівовано 21 жовтня 2020 у Wayback Machine.].